# Daesitiates
Les Dæsitiates sont des Illyriens d'une sous-tribu de Pannoniens. Ils vivaient dans l'actuelle Bosnie-Herzégovine.
Ils sont importants à la fin du IVe siècle av. J.-C. jusqu'au début du IIIe siècle. Des preuves de leurs activités quotidiennes peuvent être trouvées dans les sources littéraires. Comme les Dæsitiates sont présents lors de la domination romaine dans les Balkans occidentaux, leur nom peut être retrouvé dans nombre d'inscriptions et d'ouvrages historiques des écrivains anciens. Au cours du XIXe siècle, l'intérêt scientifique pour les Dæsitiates se concentre sur des recherches archéologiques dans les parties de la Haute-Bosnie.

## Conquête romaine d'Agrippa et Tibère vers -14/-9
À l'instar des Breuces, ils ont sûrement été conquis par les armées d'Agrippa puis de Tibère à la fin du Ier siècle av. J.-C.

## Révolte dalmato-pannone de 6/9
Après quinze années de paix relative, en l'an 6, l'ensemble du secteur dalmate et pannone reprend les armes contre le pouvoir de Rome : la raison est l'incompétence des magistrats envoyés par Rome pour gérer la province qui ont mis en place de lourdes taxes. L'insurrection commence dans la région sud-orientale de l'Illyrie avec les Dæsitiates commandés par un certain Baton, qui est rejoint la tribu pannone des Breuces sous le commandement d'un certain Pinnes et d'un second Baton. 
Tibère envoie ses lieutenants en avant-garde afin de débarrasser la route des ennemis au cas où ils auraient décidé de marcher contre l'Italie : Marcus Valerius Messalla Messallinus réussit à vaincre une armée de 20 000 hommes et se barricade à Sisak pendant que Aulus Cæcina Severus défend la ville de Sirmium afin d'éviter sa prise et il repousse Baton de Pannonie sur la Drave.
Tibère arrive sur le théâtre des opérations vers la fin de l'année lorsqu'une grande partie du territoire, à l'exception des places-fortes, sont aux mains des rebelles. Le général réunit les armées romaines engagés dans la région le long de la rivière Save, de façon à disposer de plus de dix légions. De Sirmium, Aulus Cæcina Severus et Marcus Plautius Silvanus conduisent l'armée vers Sisak, éliminant les forces combinées des rebelles dans une bataille près des marais Volcées. Après avoir rejoint les forces armées, Tibère inflige des défaites successives à ses ennemis, rétablissant l'hégémonie romaine sur la vallée de la Save et consolidant les conquêtes obtenues grâce à la construction de plusieurs forts. 
En l'an 8, Tibère reprend les manœuvres militaires et bat en août une nouvelle armée pannone. À la suite de la défaite, Baton de Pannonie trahit Pinnes en le donnant aux Romains mais il est par la suite capturé et exécuté par ordre du Baton de Dalmatie qui prend également le commandement des forces de la Pannonie. Un peu plus tard, Marcus Plautius Silvanus réussit à vaincre les Breuces de Pannonie qui étaient parmi les premiers à se rebeller. Débute alors l'invasion romaine en Dalmatie, Tibère dispose ses troupes de manière à être en mesure de lancer l'attaque finale de l'année suivante. 
En l'an 9, Tibère reprend les hostilités en divisant l'armée en trois colonnes et en mettant Germanicus à la tête de l'une d'entre elles. Alors que ses lieutenants mettent fin aux derniers foyers de rébellion, il part en Dalmatie à la recherche du chef de la rébellion Baton le Dalmate, se joignant à la colonne du nouveau légat Marcus Æmilius Lepidus. Il le rejoint dans la ville d'Andretium où les rebelles se rendent, mettant fin après quatre ans, au conflit.